# Valles di Venere
Segue una lista delle valles presenti sulla superficie di Venere. La nomenclatura di Venere è regolata dall'Unione Astronomica Internazionale; la lista contiene solo formazioni esogeologiche ufficialmente riconosciute da tale istituzione.
Le valles di Venere portano i nomi di divinità femminili legate all'acqua, oppure il nome di Venere in varie lingue del mondo.
Si contano anche due valles inizialmente battezzate dall'IAU e la cui denominazione è stata poi abrogata.

## Prospetto
| Vallis               | Eponimo                                                                                  | Latitudine | Longitudine | Diametro |
| -------------------- | ---------------------------------------------------------------------------------------- | ---------- | ----------- | -------- |
| Ahsabkab Vallis      | Ahsabkab - Il nome di Venere all'albeggiare in lingua maya.                              | 24° S      | 79° E       | 700 km   |
| Alajen Vallis        | Alajen - Divinità fluviale dei Talisci.                                                  | 3,3° S     | 337,1° E    | 200 km   |
| Albys Vallis         | Albys - Divinità fluviale dei popoli tuvano e Altaj.                                     | 39,5° S    | 30,5° E     | 240 km   |
| Anuket Vallis        | Anuqet - Dea protettrice del Nilo nella mitologia egizia.                                | 66,7° N    | 8° E        | 350 km   |
| Apisuahts Vallis     | Apisuahts - Il nome di Venere in lingua blackfoot e in lingua algonquin.                 | 66,5° S    | 17° E       | 550 km   |
| Austrina Vallis      | Austrina - Il nome di Venere in lettone.                                                 | 49,5° S    | 177° E      | 600 km   |
| Avfruvva Vallis      | Avfruvva - Divinità fluviale del popolo Sami.                                            | 2° N       | 70° E       | 70 km    |
| Baltis Vallis        | Baltis - Il nome di Venere in siriaco.                                                   | 37,3° N    | 161,4° E    | 6000 km  |
| Banumbirr Vallis     | Banumbirr - Il nome di Venere in lingua aborigena della Terra di Arnhem.                 | 7° S       | 4° E        | 400 km   |
| Bastryk Vallis       | Bastryk - Divinità fluviale dei cumucchi.                                                | 7,5° S     | 347,5° E    | 190 km   |
| Bayara Vallis        | Bayara - Il nome di Venere in lingua dogon.                                              | 45,6° N    | 16,5° E     | 500 km   |
| Belisama Vallis      | Belisma - Divinità celtica del fuoco, associate al fiume Ribble nel North Yorkshire.     | 50° N      | 22,5° E     | 220 km   |
| Bennu Vallis         | Bennu - Il nome di Venere in egizio.                                                     | 1,3° N     | 341,2° E    | 710 km   |
| Chasca Vallis        | Chasca - Il nome di Venere in lingua quechua.                                            | 52,8° S    | 359° E      | 400 km   |
| Citlalpul Vallis     | Citlalpul - Il nome di Venere in azteco.                                                 | 51,8° S    | 187° E      | 3160 km  |
| Dilbat Vallis        | Dilbat - Il nome di Venere in assiro-babilonese.                                         | 55° S      | 184° E      | 420 km   |
| Dzyzlan Vallis       | Dzyzlan - Divinità fluviale del popolo abcaso.                                           | 16° S      | 182° E      | 250 km   |
| Fara Vallis          | Fara - Divinità fluviale dei popoli del Madagascar.                                      | 1,2° S     | 345,5° E    | 260 km   |
| Fetu-ao Vallis       | Fetu-ao - Il nome di Venere in samoano.                                                  | 61° S      | 254,7° E    | 400 km   |
| Fufei Vallis         | Fufei - Dea della mitologia cinese associata al Fiume Luo.                               | 46° N      | 341° E      | 170 km   |
| Ganga Valles         | Gaṅgā - Dea della mitologia hindu associate al fiume Gange.                              | 4,8° N     | 53° E       | 200 km   |
| Gendenwitha Vallis   | Gendenwitha - Il nome di Venere in irochese.                                             | 63° S      | 259° E      | 900 km   |
| Helmud Vallis        | Helmud - Divinità fluviale del popolo afgano.                                            | 33,9° S    | 171,3° E    | 280 km   |
| Hoku-ao Vallis       | Hoku-ao - Il nome di Venere in hawaiano.                                                 | 28° N      | 166,5° E    | 450 km   |
| Ikhwezi Vallis       | Ikhwezi - Il nome di Venere in zulu.                                                     | 16° N      | 147,8° E    | 1700 km  |
| Jutrzenka Vallis     | Jutrzenka - Il nome di Venere in polacco.                                                | 27° N      | 155,8° E    | 970 km   |
| Kallistos Vallis     | Kallistos - Il nome di Venere in greco antico.                                           | 51,1° S    | 21,5° E     | 900 km   |
| Khalanasy Vallis     | Khalanasy - Sirena fluviale della mitologia azera.                                       | 51° S      | 168,5° E    | 320 km   |
| Kimtinh Vallis       | Kimtinh - Il nome di Venere in vietnamita.                                               | 46,5° S    | 67° E       | 550 km   |
| Kinsei Vallis        | Kinsei - Il nome di Venere in giapponese.                                                | 13,6° N    | 141° E      | 800 km   |
| Koidutäht Vallis     | Koidutäht - Il nome di Venere in estone.                                                 | 76,5° S    | 130° E      | 700 km   |
| Kumanyefie Vallis    | Kumanyefie - Il nome di Venere in lingua ewe.                                            | 80,5° S    | 335° E      | 600 km   |
| Kūmsong Vallis       | Kūmsong - Il nome di Venere in coreano.                                                  | 59° S      | 152,5° E    | 700 km   |
| Laidamlulum Vallis   | Laidamlulum - Il nome di Venere all'albeggiare in lingua maidu.                          | 73° S      | 151° E      | 2700 km  |
| Lo Shen Valles       | Lo Shen - Divinità fluviale della mitologia cinese.                                      | 12,8° S    | 89,6° E     | 225 km   |
| Lunang Vallis        | Lunang - Divinità fluviale del popolo nuristano associata al fiume Parun.                | 68,2° N    | 310° E      | 250 km   |
| Lusaber Vallis       | Lusaber - Il nome di Venere in armeno.                                                   | 47,5° S    | 164° E      | 500 km   |
| Martuv Vallis        | Martuv - Divinità fluviale del popolo chirghiso.                                         | 23° N      | 156° E      | 250 km   |
| Matlalcue Vallis     | Matlalcue - Dea delle acque dolci nella mitologia azteca.                                | 33° S      | 167,5° E    | 300 km   |
| Merak Vallis         | Merak - Divinità fluviale del popolo baluco.                                             | 63,5° S    | 162° E      | 200 km   |
| Morongo Valles       | Morongo - Il nome di Venere all'imbrunire in lingua makoni.                              | 20° S      | 111,4° E    | 660 km   |
| Nahid Valles         | Nahid - Il nome di Venere in persiano.                                                   | 55,1° S    | 171° E      | 500 km   |
| Nantosuelta Vallis   | Nantosuelta - Divinità fluviale della mitologia celtica.                                 | 61,9° S    | 193° E      | 320 km   |
| Nepra Vallis         | Nepra - Dea della mitologia slava associata al fiume Nipro (Dnepr).                      | 1,4° N     | 24,2° E     | 350 km   |
| Ngyandu Vallis       | Ngyandu - Il nome di Venere in swahili.                                                  | 62° S      | 12° E       | 500 km   |
| Nommo Valles         | Nommo - Spirito ancestrale con sembianze di pesce nella mitologia del popolo Dogon.      | 40,7° S    | 87,3° E     | 200 km   |
| Nyakaio Vallis       | Nyakaio - Divinità fluviale del popolo Shilluk.                                          | 47,5° N    | 339° E      | 150 km   |
| Olokun Vallis        | Olokun - Divinità delle acque nella mitologia yoruba.                                    | 81,5° N    | 269° E      | 150 km   |
| Omutnitsa Vallis     | Omutnitsa - Divinità fluviale nella mitologia slava.                                     | 33° N      | 292° E      | 150 km   |
| Poranica Valles      | Poranica - Il nome di Venere in sloveno.                                                 | 21° S      | 178,5° E    | 550 km   |
| Saga Vallis          | Sága - Dea della mitologia norrena con le sembianze di cascata.                          | 76,1° N    | 340,6° E    | 450 km   |
| Samundra Vallis      | Samundra - Divinità fluviale della mitologia indiana.                                    | 24,1° S    | 347,1° E    | 110 km   |
| Sati Vallis          | Satet - Divinità protettrice del Nilo nella mitologia egizia.                            | 3,2° N     | 334,4° E    | 225 km   |
| Sezibwa Vallis       | Sezibwa - Spirito fluviale del popolo Buganda.                                           | 44° S      | 37° E       | 300 km   |
| Sholpan Vallis       | Sholpan - Il nome di Venere in kazako e qaraqalpaqo.                                     | 63,9° S    | 150° E      | 590 km   |
| Sinann Vallis        | Sinann - Dea della mitologia irlandese associate al fiume Shannon.                       | 49° S      | 270° E      | 425 km   |
| Tai-pe Valles        | Tai-pe - Il nome di Venere in cinese.                                                    | 11° N      | 156,5° E    | 400 km   |
| Tan-yondozo Vallis   | Tan-yondozo - Il nome di Venere in baschiro.                                             | 41,5° S    | 87° E       | 800 km   |
| Tapati Vallis        | Tapati - Dea della mitologia indiana associata al fiume Tapti.                           | 27° N      | 304° E      | 150 km   |
| Ta'urua Vallis       | Ta'urua - Il nome di Venere in tahitiano.                                                | 80,2° S    | 247,5° E    | 525 km   |
| Tawera Vallis        | Tawera - Il nome di Venere in lingua māori.                                              | 11,6° S    | 67,5° E     | 500 km   |
| Tingoi Vallis        | Tingoi - Spirito fluviale nella mitologia del popolo Mandé.                              | 6° N       | 318,6° E    | 250 km   |
| Umaga Valles         | Umaga - Antico nome di Venere in lingua tagalog.                                         | 49° S      | 152° E      | 400 km   |
| Uottakh-sulus Valles | Uottakh-sulus - Il nome di Venere in lingua sacha.                                       | 12,5° N    | 239° E      | 1100 km  |
| Utrenitsa Vallis     | Utrenitsa - Il nome di Venere in russo antico.                                           | 55° N      | 280° E      | 700 km   |
| Vakarine Vallis      | Vakarine - Il nome di Venere in lituano.                                                 | 5° N       | 336,4° E    | 625 km   |
| Veden-Ema Vallis     | Veden-Ema - Dea della pesca nella mitologia finnica.                                     | 15° S      | 141° E      | 300 km   |
| Vesper Vallis        | Vesper - Il nome di Venere all'imbrunire in latino.                                      | 59,3° S    | 180° E      | 610 km   |
| Vishera Vallis       | Višera - Mitica ragazza del popolo dei Komi-Permiacchi trasformatasi nell'omonimo fiume. | 33,1° S    | 161,6° E    | 300 km   |
| Xulab Vallis         | Xulab - Il nome di Venere in lingua maya.                                                | 57,5° S    | 186° E      | 820 km   |
| Ymoja Vallis         | Yemaja - Dea regina del mare nella mitologia yoruba.                                     | 71,6° S    | 204,8° E    | 390 km   |
| Yuvkha Valles        | Yuvkha - Spirito fluviale nella mitologia del popolo turkmeno.                           | 10,5° N    | 239,5° E    | 200 km   |

## Nomenclatura abolita
| Vallis           | Eponimo                                  | Latitudine | Longitudine | Diametro | Motivazione                     |
| ---------------- | ---------------------------------------- | ---------- | ----------- | -------- | ------------------------------- |
| Citlalpul Valles | Citlalpul - Il nome di Venere in azteco. | 51,8° S    | 187° E      | 3160 km  | Modificato in Citlalpul Vallis. |
| Poranica Vallis  | Poranica - Il nome di Venere in sloveno. | 21° S      | 178,5° E    | 550 km   | Modificato in Poranica Valles.  |